# Punta da trapano
La punta da trapano è un utensile appuntito, di forma simile ad una Vite di Archimede, da inserire nel mandrino del trapano per eseguire fori.
Il moto di lavoro del tagliente è di tipo elicoidale, dato dalla composizione del moto rotatorio della punta e dell'avanzamento assiale che gli viene impresso per penetrare nel pezzo in lavoro.

## Tipi

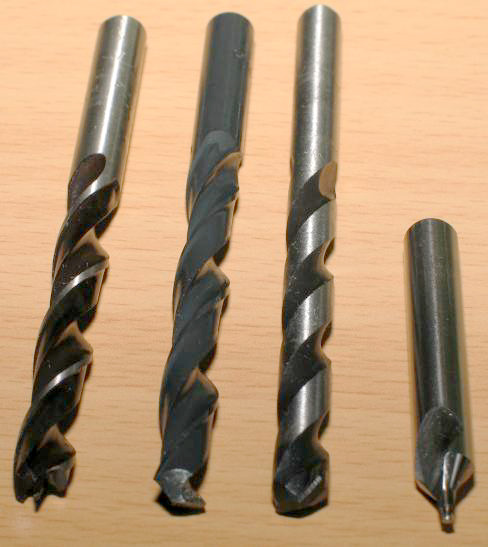
Punte elicoidali. Da sinistra: punta per legno, per metallo, per muratura, punta da centri

Dal punto di vista della forma, i tipi principali sono:
- a lancia (o a saetta - all'estremità del codolo hanno una punta di lancia)
- elicoidali

Dal punto di vista dell'utilizzo, i tipi principali sono:
- per forare il legno, hanno una punta di centraggio e due ali
- per forare il metallo (con variante al cobalto)
- per forare il muro o affini (con placchette in widia riportate)
- per il vetro

## Il codolo
Il codolo, cioè la parte della punta che viene stretta nel mandrino, può assumere diverse forme a seconda della grandezza e quindi dello sforzo da trasmettere:
- cilindrico (a sezione tonda), senza o con dente di trascinamento di varia forma; alcune punte hanno il codolo cilindrico di sezione inferiore a quella della punta, per poterle usare anche con mandrini di taglia inferiore;
- conico (a sezione tonda), senza o con dente di trascinamento;
- a sezione esagonale;
- a piramide, cioè svasati ma con sezione quadra.
- SDS-plus, SDS-max, ovvero particolari conformazioni del codolo delle punte utilizzate su trapano tassellatore di media e alta potenza.

Nelle punte con codolo ridotto il diametro massimo ammesso per i trapani portatili è di 13 mm, riferito alla foratura dei metalli. Questo perché, in fase di progettazione dell'utensile, in base alle caratteristiche del motore elettrico e dell'azione, su di esso, dell'attrito volvente, si è raggiunta la massima circonferenza con diametro 13 mm. Detto questo è evidente che un diametro di 13 mm ha la circonferenza più piccola in relazione ad una circonferenza con diametro di 16 mm: ne deriva che l'attrito di una punta da 16 mm è di gran lunga superiore a quello di una punta da 13 mm per cui è stato progettato l'utensile. L'azione di montare una punta da 16 mm, con codolo da 13 mm, su di un trapano che accetta nel suo mandrino massimo una punta da 13 mm mette in serio pericolo il funzionamento del motore elettrico dell'utensile stesso, nonché dell'operatore, nel caso di bloccaggio improvviso del tagliente nel foro in esecuzione.

## Nella lavorazione del legno
Nella lavorazione del legno si usano di vari diametri, comunemente in falegnameria da 2 mm a 36 mm. Fino a 15 mm le punte a legno hanno il classico aspetto di punta cilindrica, mentre oltre i 15 mm cambiano forma: la parte cilindrica (codolo) resta, mentre la punta prende la configurazione di una sezione di cilindro dell'altezza di circa 20 mm (punte Forstner) oppure di una lastrina con la parte inferiore affilata (mecchie), arrivando ad un diametro di foratura di circa 35 mm. Oltre questa dimensione cambiano ancora le sembianze: resta sempre il codolo mentre per punta si avrà un tagliente dimensionabile, tramite un asse orizzontale regolabile (foralastra) usato anche per forare lastre di metallo.

## Galleria d'immagini

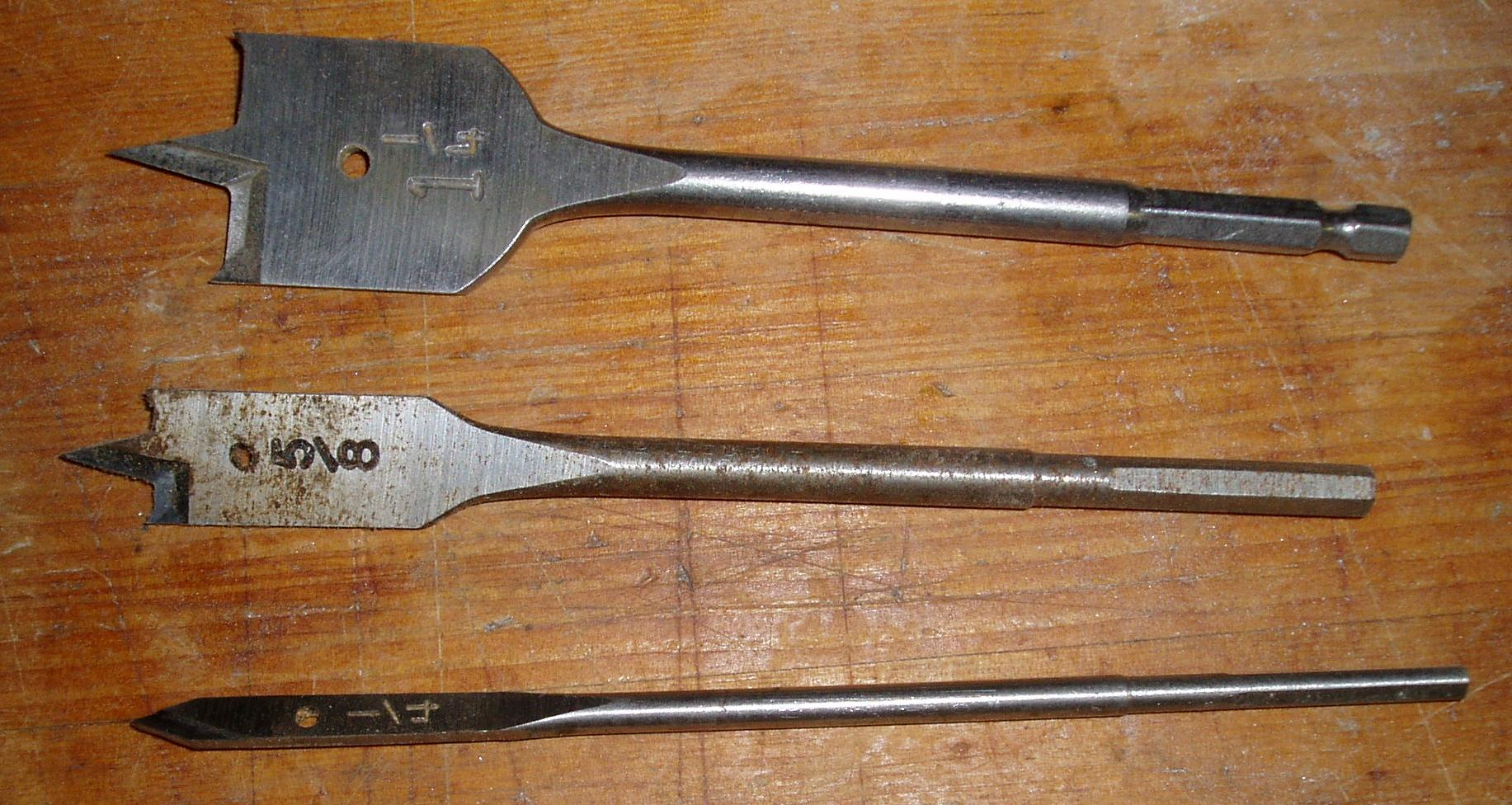
Punte a lancia o mecchie, per la lavorazione del legno
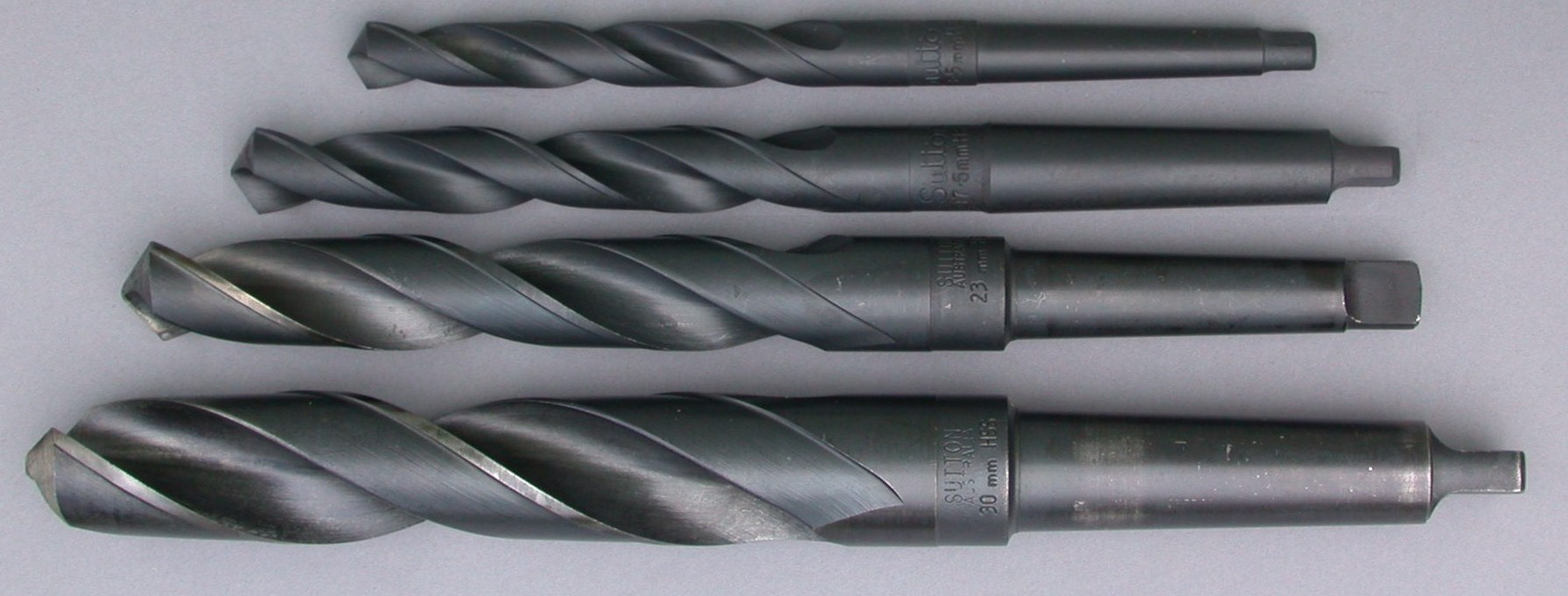
Esempio di codoli conici